# Dipartimento di Comandante Fernández
Comandante Fernández è un dipartimento argentino, situato nella parte centrale della provincia del Chaco, con capoluogo Presidencia Roque Sáenz Peña.

## Geografia fisica
Esso confina con i dipartimenti di Maipú, Quitilipi, San Lorenzo, O'Higgins e Independencia.

## Società

### Evoluzione demografica
Secondo il censimento del 2001, su un territorio di 1.500 km², la popolazione ammontava a 88.164 abitanti, con un aumento demografico del 13,59% rispetto al censimento del 1991.

## Amministrazione
Nel 2001 il dipartimento comprendeva il solo comune (municipio in spagnolo) di Presidencia Roque Sáenz Peña.